# Elecciones municipales de Puno de 2006
Las elecciones municipales de Puno de 2006 se llevaron a cabo el 19 de noviembre de 2006 para elegir al alcalde y al Concejo Provincial de Puno para el periodo 2007-2010. La elección se celebró simultáneamente con elecciones regionales y municipales (provinciales y distritales) en todo el Perú.

## Sistema electoral
La Municipalidad Provincial de Puno es el órgano administrativo y de gobierno de la provincia de Puno. Está compuesta por el alcalde y el Concejo Provincial.
La votación del alcalde y el concejo se realiza en base al sufragio universal, que comprende a todos los ciudadanos nacionales mayores de dieciocho años, empadronados y residentes en la provincia de Puno y en pleno goce de sus derechos políticos, así como a los ciudadanos no nacionales residentes y empadronados en la provincia de Puno.
El Concejo Provincial de Puno está compuesto por 11 regidores elegidos por sufragio directo para un período de cuatro (4) años, en forma conjunta con la elección del alcalde (quien lo preside). La votación es por lista cerrada y bloqueada. Se asigna a la lista ganadora los escaños según el método d'Hondt o la mitad más uno, lo que más le favorezca. Es elegido como alcalde el candidato que ocupe el primer lugar de la lista que haya obtenido la más alta votación.

## Composición del Concejo Provincial de Puno
La siguiente tabla muestra la composición del Concejo Provincial de Puno antes de las elecciones.
| Partidos | Partidos                                                          | Regidores |
| -------- | ----------------------------------------------------------------- | --------- |
|          | Movimiento Político Unión Regional para el Desarrollo             | 7         |
|          | Lista Independiente N° 1 Frente Amplio para el Desarrollo de Puno | 2         |
|          | Somos Perú                                                        | 2         |

## Partidos y candidatos
A continuación se muestra una lista de los principales partidos y alianzas electorales que participaron en las elecciones:
| Candidatura | Candidatura | Partidos y alianzas                                                   | Candidatos | Candidatos                | Ideología                                                          | Resultado previo | Resultado previo | Ref. |
| Candidatura | Candidatura | Partidos y alianzas                                                   | Candidatos | Candidatos                | Ideología                                                          | Votos (%)        | Reg.             | Ref. |
| ----------- | ----------- | --------------------------------------------------------------------- | ---------- | ------------------------- | ------------------------------------------------------------------ | ---------------- | ---------------- | ---- |
|             | SP          | Lista - Somos Perú (SP)                                               |            | Germán Medina Colque      | Democracia cristiana Conservadurismo social                        | 17.41%           | 2                |      |
|             | MARQA       | Lista - Movimiento por la Autonomía Regional Quechua y Aymara (MARQA) |            | Víctor Madariaga Ancieta  | Regionalismo puneño                                                | 5.38%            | 0                |      |
|             | RA          | Lista - Renacimiento Andino (RA)                                      |            | Gregorio Mamani Cruz      | Indigenismo Plurinacionalismo Socialdemocracia                     | 3.54%            | 0                |      |
|             | UPP         | Lista - Unión por el Perú (UPP)                                       |            | Denilson Medina Sánchez   | Nacionalismo de izquierda Socialdemocracia                         | 2.52%            | 0                |      |
|             | APP         | Lista - Alianza para el Progreso (APP)                                |            | Gloria García Rondón      | Liberalismo económico Conservadurismo liberal Populismo de derecha | Nuevo            | Nuevo            |      |
|             | J           | Lista - Justicia Nacional (J)                                         |            | William Sobrino Arias     | Reformismo                                                         | Nuevo            | Nuevo            |      |
|             | RN          | Lista - Restauración Nacional (RN)                                    |            | Luis Butrón Castillo      | Liberalismo económico Conservadurismo social Humanismo cristiano   | Nuevo            | Nuevo            |      |
|             | MHP         | Lista - Movimiento Humanista Peruano (MHP)                            |            | Jesús Palomino Bejarano   | Humanismo Socialismo Ecosocialismo                                 | Nuevo            | Nuevo            |      |
|             | PNP         | Lista - Partido Nacionalista Peruano (PNP)                            |            | Boris Espezúa Salmón      | Socialismo democrático Nacionalismo de izquierda                   | Nuevo            | Nuevo            |      |
|             | MyD         | Lista - Moral y Desarrollo (MyD)                                      |            | Mariano Portugal Catacora | Regionalismo puneño                                                | Nuevo            | Nuevo            |      |
|             | UD          | Lista - Unidos por el Desarrollo (UD)                                 |            | Juan Vega Quispe          | Regionalismo puneño                                                | Nuevo            | Nuevo            |      |
|             | IND         | Lista - Lista Independiente N° 1 Frente Puneñista Descentralista      |            | Ricardo Chávez Calderón   | Localismo puneño                                                   | Nuevo            | Nuevo            |      |

## Resultados

### Sumario general
| |                                                               |              |              |              |           |           |  |  |
| Partidos y coaliciones | Partidos y coaliciones                                        | Voto popular | Voto popular | Voto popular | Regidores | Regidores |  |  |
| Partidos y coaliciones | Partidos y coaliciones                                        | Votos        | %            | ±pp          | Total     | +/−       |  |  |
| | Restauración Nacional (RN)                                    | 46,447       | 43.35        | Nuevo        | 7         | +7        |  |  |
| | Moral y Desarrollo (MyD)                                      | 26,673       | 24.89        | Nuevo        | 2         | +2        |  |  |
| | Partido Nacionalista Peruano (PNP)                            | 13,103       | 12.23        | Nuevo        | 2         | +2        |  |  |
| | Unión por el Perú (UPP)1                                      | 7,117        | 6.64         | +4.12        | 0         | ±0        |  |  |
| | Lista Independiente N° 1 Frente Puneñista Descentralista      | 3,750        | 3.50         | n/a          | 0         | ±0        |  |  |
| | Movimiento por la Autonomía Regional Quechua y Aymara (MARQA) | 2,857        | 2.67         | –2.71        | 0         | ±0        |  |  |
| | Unidos por el Desarrollo (UD)                                 | 2,136        | 1.99         | Nuevo        | 0         | ±0        |  |  |
| | Renacimiento Andino (RA)                                      | 1,818        | 1.70         | –1.84        | 0         | ±0        |  |  |
| | Justicia Nacional (J)                                         | 1,069        | 1.00         | Nuevo        | 0         | ±0        |  |  |
| | Movimiento Humanista Peruano (MHP)                            | 931          | 0.87         | Nuevo        | 0         | ±0        |  |  |
| | Somos Perú (SP)                                               | 797          | 0.74         | –16.67       | 0         | –2        |  |  |
| | Alianza para el Progreso (APP)                                | 453          | 0.42         | Nuevo        | 0         | ±0        |  |  |
| |                                                               |              |              |              |           |           |  |  |
| Total | Total                                                         | 107,151      |              |              | 11        | ±0        |  |  |
| |                                                               |              |              |              |           |           |  |  |
| Votos válidos | Votos válidos                                                 | 107,151      | 80.62        | –3.87        |           |           |  |  |
| Votos en blanco | Votos en blanco                                               | 15,879       | 11.95        | +4.16        |           |           |  |  |
| Votos nulos | Votos nulos                                                   | 9,878        | 7.43         | –0.29        |           |           |  |  |
| Votos emitidos | Votos emitidos                                                | 132,908      | 91.06        | +2.57        |           |           |  |  |
| Abstenciones | Abstenciones                                                  | 13,054       | 8.94         | –2.57        |           |           |  |  |
| Votantes registrados | Votantes registrados                                          | 145,962      |              |              |           |           |  |  |
| |                                                               |              |              |              |           |           |  |  |
| Fuente: |                                                               |              |              |              |           |           |  |  |
| Notas al pie: 1 Comparado con los resultados de Agrupación Independiente Unión por el Perú – Frente Amplio (UPP) en las elecciones de 2002. |                                                               |              |              |              |           |           |  |  |
| Notas al pie: |                                                               |              |              |              |           |           |  |  |
| 1 Comparado con los resultados de Agrupación Independiente Unión por el Perú – Frente Amplio (UPP) en las elecciones de 2002.               |                                                               |              |              |              |           |           |  |  |

## Elecciones municipales distritales

### Resultados por distrito
La siguiente tabla enumera el control de los distritos de la provincia de Puno. El cambio de mando de una organización política se resalta del color de ese partido.
| Distrito    | Alcalde(sa) titular            | Partido político | Partido político                 | Alcalde(sa) electo(a)     | Partido político | Partido político             |
| ----------- | ------------------------------ | ---------------- | -------------------------------- | ------------------------- | ---------------- | ---------------------------- |
| Ácora       | Julio Chana Alave              |                  | Proyecto Político Aymara         | Iván Flores Quispe        |                  | Moral y Desarrollo           |
| Amantaní    | Alfredo Villanueva Cari Mamani |                  | Frente Amplio para el Desarrollo | Adrián Yanarico Cari      |                  | Moral y Desarrollo           |
| Atuncolla   | Prudencio Colca Quispe         |                  | Unión Regional                   | Néstor Quispe Ito         |                  | Restauración Nacional        |
| Capachica   | Juan Apaza Coila               |                  | Frente Amplio para el Desarrollo | Ascensión Laquise Humpire |                  | Unión por el Perú            |
| Chucuito    | Saens Gómez Cutipa             |                  | Partido Aprista Peruano          | Pedro Teves Cruz          |                  | Restauración Nacional        |
| Coata       | Antonio Apaza Suasaca          |                  | Somos Perú                       | Escolástico Mamani Canaza |                  | Acción Popular               |
| Huata       | Donato Calsin Mamani           |                  | Unión Regional                   | Pedro Curo Huanca         |                  | Partido Aprista Peruano      |
| Mañazo      | Miguel Quispe Achata           |                  | Unión Regional                   | Miguel Quispe Achata      |                  | Partido Aprista Peruano      |
| Paucarcolla | Cosme Beltrán Pineda           |                  | Poder Democrático Regional       | Luis Aliaga Rojas         |                  | Unión por el Perú            |
| Pichacani   | Antonio Flores Sardón          |                  | Unión Regional                   | Lucio Ccopa Mamani        |                  | Partido Nacionalista Peruano |
| Platería    | David Velásquez Medina         |                  | Renacimiento Andino              | David Sosa Mamani         |                  | Restauración Nacional        |
| San Antonio | Lucio Arana Ticona             |                  | Unión Regional                   | Teodoro Ticona Álvarez    |                  | Partido Aprista Peruano      |
| Tiquillaca  | Juan Chaiña Fernández          |                  | Reconstrucción Democrática       | Yone Villasante Apaza     |                  | Restauración Nacional        |
| Vilque      | Eusebio Pachacute Coaquira     |                  | Poder Democrático Regional       | Juan Mendoza Castillo     |                  | Unión por el Perú            |